# Roger Marche
Roger Marche (ur. 5 marca 1924 w Mohon, zm. 1 listopada 1997) – francuski piłkarz, obrońca. Brązowy medalista MŚ 58.
W latach 1944–1954 był piłkarzem Stade de Reims. W tym czasie dwukrotnie był mistrzem Francji (1949 i 1953), a w 1950 triumfował w krajowym pucharze. Później grał w RC Paryż (1954–1962). W najwyższej klasie rozgrywkowej rozegrał około 540 spotkań.
W reprezentacji Francji zagrał 63 razy – co przez wiele lat było rekordem – i strzelił jedną bramkę. Debiutował 23 marca 1947 w meczu z Portugalią, ostatni raz zagrał w 1959. W 1950 po raz pierwszy pełnił funkcję kapitana zespołu, później będzie ją sprawował jeszcze wielokrotnie. Brał udział w MŚ 54, cztery lata później zagrał w jednym meczu.
Nazywano go Dzikiem z Ardenów (le Sanglier des Ardennes).